# Ōmura Masujirō
Ōmura Masujirō (大村 益 次郎, 30 de mayo de 1824-7 de diciembre de 1869) fue un líder y teórico militar japonés del período Bakumatsu. Fue el "padre" del ejército imperial japonés y creó una fuerza militar moderna modelada a imagen del sistema francés de su momento.

## Primeros años y educación
Ōmura nació en lo que ahora es parte de la ciudad de Yamaguchi, en el antiguo Dominio Chōshū, donde su padre era médico rural. Desde temprana edad, Ōmura tenía un gran interés en el aprendizaje y la medicina, viajando a Osaka para estudiar rangaku bajo la dirección de Ogata Kōan en su academia Tekijuku de estudios occidentales cuando tenía veintidós años. Continuó su educación en Nagasaki bajo la dirección del médico alemán Philipp Franz von Siebold, el primer europeo en enseñar medicina occidental en Japón. Su interés por las tácticas militares occidentales se desencadenó en la década de 1850 y fue este interés el que llevó a Ōmura a convertirse en un activo valioso después de la Restauración Meiji en la creación del ejército moderno de Japón.

## Carrera temprana
Después de estudiar en Nagasaki, Ōmura volvió a su aldea a los 26 años para practicar medicina, aceptó una oferta de daimyō Date Munenari del dominio cercano de Uwajima en 1853 para servir como un experto en estudios occidentales y un instructor de escuela militar, a cambio del rango de samurái para el que no nació. Ōmura fue enviado de regreso a Nagasaki para estudiar la construcción de buques de guerra y navegación. Viajó a Edo en 1856 en el séquito de Date Munenari y fue nombrado profesor en el instituto Shanshan Shirabesho para estudios occidentales. Durante este tiempo, también continuó su educación aprendiendo inglés bajo el misionero estadounidense de Yokohama, James Curtis Hepburn.
En 1861, el dominio de Chōshū contrató Ōmura de nuevo para enseñar en la academia militar de Chōshū y reformar y modernizar el ejército. Ellos también le dieron el rango de samurái. Fue este mismo año que Ōmura comenzó su participación con Kido Takayoshi, un moderado político que sirvió de enlace entre el dominio de la burocracia y elementos radicales entre los jóvenes samaritanos chōshū de bajo escalón que apoyaban el movimiento Sonnō jōi y el violento derrocamiento de la regla Tokugawa.

## Como Jefe Militar
Después de su regreso a Chōshū, Ōmura no sólo introdujo armas occidentales modernas, sino que también introdujo el concepto de entrenamiento militar para los samurái y los plebeyos. 

## Militares de Meiji
Después de la restauración de Meiji, el gobierno reconoció la necesidad de una fuerza militar más fuerte que pusiera su lealtad en el gobierno central en comparación con los dominios individuales. Bajo el nuevo gobierno de Meiji, Ōmura fue nombrado para el cargo de hyōbu daiyu, que equivalía al papel de Viceministro de Guerra en el recién creado Ministerio de Marina del Ejército. En este papel, Ōmura fue encargado con la creación de un ejército nacional a lo largo de líneas occidentales.
Ōmura se enfrentó a la oposición de muchos de sus compañeros, incluyendo a la mayoría de los samuráis conservadores que veían sus ideas sobre la modernización y reforma del ejército japonés como demasiado radical. Lo que Ōmura estaba defendiendo no sólo estaba terminando con el sustento de miles de samuráis, sino también el fin de su posición privilegiada en la sociedad.

## Los últimos años
Fue la oposición de algunos de estos samurai lo que llevó a su desaparición a finales de la década de 1860. Mientras que en la región de Kansai buscando sitios para futuras escuelas militares en septiembre de 1869, Ōmura fue atacado por ocho descontentos ex-samurai, irónicamente, la mayoría de Chōshū.
Este ex samuráis eran seguidores del movimiento de sonnō jōi abandonado por entonces y conservaron una antipatía celestial xenófoba hacia los extranjeros y las ideas occidentales. En la noche del 9 de octubre de 1869, él y varios asociados fueron atacados en una posada en Kioto. Herido en varios lugares, apenas escapó con su vida escondiéndose en un baño lleno de agua sucia. La herida de su pierna no se curaría y viajó a Osaka para ser tratada por el médico holandés A. F. Bauduin, que quería amputarle la pierna. Sin embargo, antes de que la operación pudiera realizarse, Ōmura murió de sus heridas el 7 de diciembre.
Los asesinos de Ōmura fueron pronto arrestados y condenados a muerte, pero fueron liberados debido a la presión política en el último momento por funcionarios del gobierno que compartían sus opiniones de que las reformas de Omura eran una afrenta a la clase de samurai. Fueron ejecutados un año más tarde.

## Legado

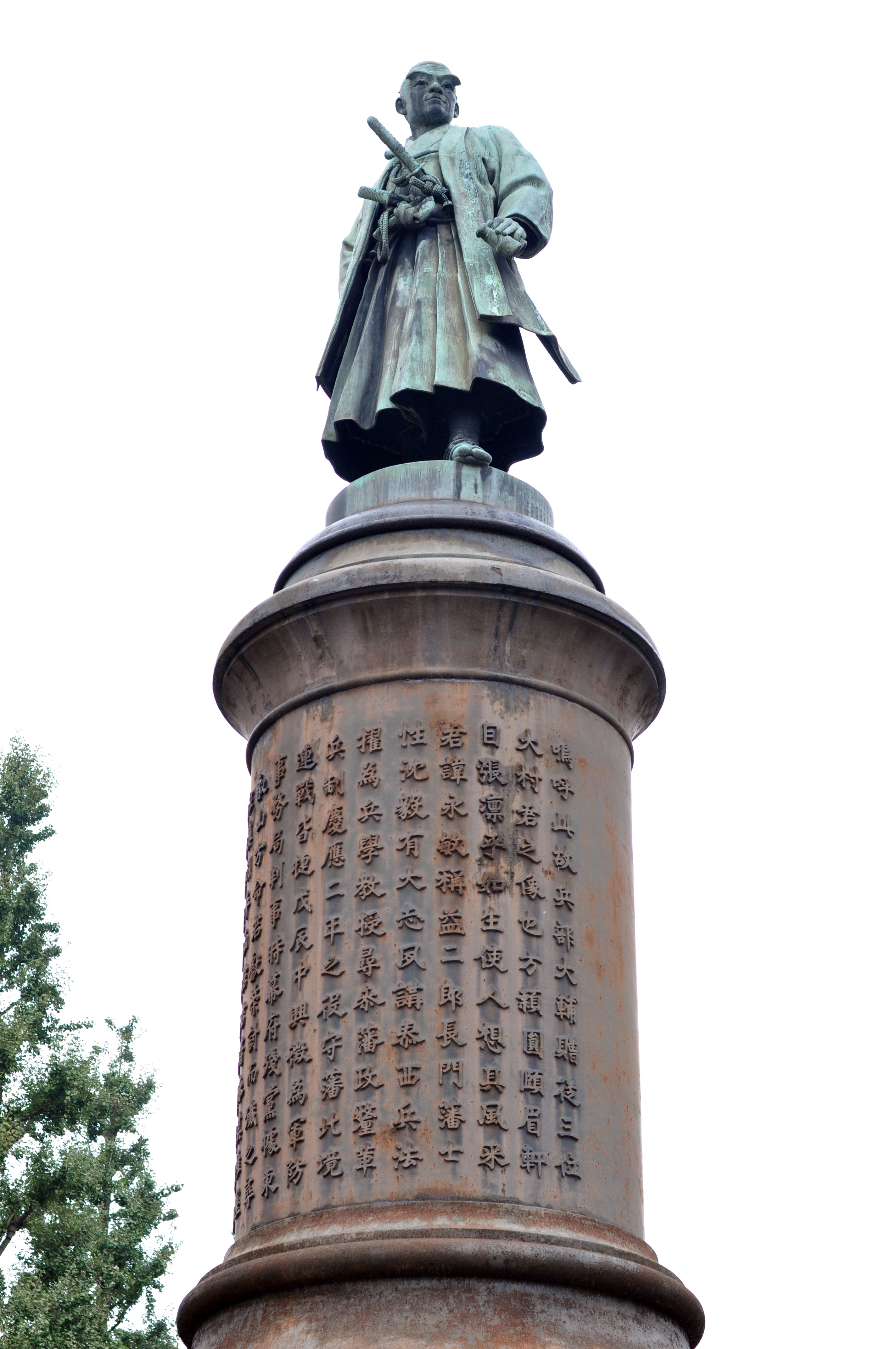
Una estatua de bronce Ōmura Masujirō al Santuario Yasukuni

Poco después de la muerte de Ōmura, una estatua de bronce fue construida en su honor por Ōkuma Ujihiro. La estatua fue colocada en la entrada al Santuario Yasukuni, en Tokio. El santuario fue erigido a los japoneses que han muerto en batalla y sigue siendo uno de los santuarios más visitados y respetados en Japón. La estatua fue la primera escultura de estilo occidental en Japón.